# Michael James Williams
Michael James Williams alias Prince Far I [príns fár áj], jamajški pevec roots rock reggaeja in glasbenik, * 1944, Spanish Town, okrožje Saint Catherine Jamajka, † 15. september 1983, Kingston, Jamajka.

## Življenje
Prince Far I je odraščal v četrti Waterhouse v Kingstonu. Prvo pesem The Great Wooga Booga je posnel za Bunnyja Leeja. Kasneje je Prince Far I začel delati kot uslužbenec v Studiu One. Leta 1970 je prosil producenta Sira »Coxsona« Dodda, če lahko poskusi zapeti. Dodd je bil nad njegovim petjem navdušen in ga je imenoval King Cry Cry. S svojim drugim albumom Under Heavy Manners, ki ga je produciral Joe Gibbs, je Prince Far I opozoril nase.
Leta 1976 je ustanovil lastno založbo Cry Tuff s podnaslovom Wisdom Man. V tem času se ga je zaradi značilnega petja oprijel vzdevek »glas groma« (»Voice of Thunder«).
Nekaj časa je delal v Angliji, kjer je snemal za založbo Hit Run Adriana Sherwooda.
Kakor je zapisal Steve Barker: »Prince Far I, človek, ki je obdaril vsak slog z modrostjo, pevec, ki je zatresel zidove mesta, pridigar, ki je pognal strah nepridipravom, skromen v vrtu in ponosen v mestu« je umrl na svojem domu med ropom še preden je dopolnil 40 let. 

## Diskografija
- Psalms For I (Carib Gems, 1975)
- Under Heavy Manners (Joe Gibbs, 1976)
- Message from the King (Virgin Front Line 1978)
- Long Life (Virgin Front Line, 1978)
- Cry Tuff Dub Encounter (Cry Tuff/Hit Run, 1978)
- Cry Tuff Dub Encounter Part 2 (Cry Tuff/Virgin Front Line, 1979)
- Free From Sin (Trojan, 1979)
- Dub To Africa (Price Far I, 1979)
- Jamaican Heroes (Trojan, 1980)
- Cry Tuff Dub Encounter Chapter 3 (Cry Tuff/Daddy Kool, 1980)
- Showcase In A Suitcase (Pre, 1980)
- Livity (Pre, 1981)
- Voice of Thunder (Trojan, 1981)
- Cry Tuff Dub Encounter Chapter 4 (Cry Tuff/Trojan, 1981)
- Musical History (Trojan, 1983)
- Musical Revue / Suns of Arqa Live with Prince Far I (1983)
- Umkhonto We Sizwe (Spear of the Nation) (Kingdom/Tamoki Wambesi 1984)
- Black Man Land (1990)
- Dubwise (1991)
- Cry Freedom Dub (1994)
- In the House of Vocal & Dub with King Tubby (1995)
- DJ Originators Head To Head Volume Two Prince Far I & Trinity (1996)
- Health & Strength (Pressure Sounds, 1998)
- Megabit 25, 1922-Dub (1998)
- Ten Commandments (1999)
- The Golden Years 1977-1983 (1999)
- Heavy Manners: Anthology 1977-83 (Trojan, 2003)
- Silver & Gold 1973-1975 (Blood and Fire, 2005)

- Skupaj s Suns Of Arqa: Wadada Magic - The Musical Revue 1983

```
 1. Steppin' To The Music                 5. '83 Struggle             
 2. Throw Away Your Guns                  6. Trancedance Music 
 3. Brujo Magic                           7. Foggy Road            
 4. Version Galore                        8. What You Gonna Do On The Judgement Day
```